# Омельченко, Игорь Евгеньевич
 Игорь Евгеньевич Омельченко (род. 1960) — советский пловец и тренер. Неоднократный чемпион и рекордсмен СССР в плавании на спине. Мастер спорта СССР международного класса.

## Биография
Родился в Батуми. Тренировался в клубе «Гантиади» у Валентина Игнатьевича Юхневича. 
Специализировался в плавании на спине. Входил в состав сборной СССР  в 1975—1977 годах.
Чемпион СССР (в рамках VI Спартакиады народов СССР) на дистанции 200 м (1975) на спине (с рекордом страны). Был также серебряным призёром чемпионата страны на 100 м в 1975 году и 1976 году. 
На чемпионате СССР 1977 года выиграл на дистанциях 100 и 200 м на спине. В 1978 году стал бронзовым призёром чемпионата страны на 100 м.
Победитель Кубка Европы 1976 года на дистанции 100 м на спине и бронзовый призёр на 200 м.
Неоднократный рекордсмен СССР и Европы на дистанции 200 на спине.
Участник чемпионата мира 1975 года. В индивидуальных заплывах на 100 и 200 м на спине занял 20-е и 21-е места. Был шестым в комбинированной эстафете.
Участник Летних Олимпийских игр 1976 года в трёх дисциплинах: 100 м, 200 м на спине (не квалифицировался в финальные заплывы) и комбинированной эстафете 4 × 100 м (5-е место).
На чемпионате Европы 1977 года в Йёнчепинге в финалы не попал и занял два 11-х места.
Окончил Грузинский институт физкультуры в Тбилиси. С 1994 года успешно работал тренером в ЮАР. Тренировал Р. Скумана и других известных пловцов.